# Баштанна вулиця (Київ)
Башта́нна ву́лиця — зникла вулиця, що існувала в Подільському районі міста Києва, місцевість Вітряні гори. 

## Історія
Вулиця виникла в 1-й половині XX століття під назвою 293-тя Нова. Назву Баштанна вулиця отримала 1944 року.
Ліквідована у зв'язку з переплануванням міста 1977 року.